# Áno Ydroússa
Áno Ydroússa (Ano Ydroussa, Ano Kottori) är en ort i Grekland.   Den ligger i prefekturen Nomós Florínis och regionen Västra Makedonien, i den norra delen av landet, 400 km nordväst om huvudstaden Aten. Áno Ydroússa ligger 849 meter över havet och antalet invånare är 229.
Terrängen runt Áno Ydroússa är varierad. Runt Áno Ydroússa är det ganska glesbefolkat, med 23 invånare per kvadratkilometer. Närmaste större samhälle är Florina, 10,6 km nordväst om Áno Ydroússa. I omgivningarna runt Áno Ydroússa växer i huvudsak lövfällande lövskog.